# ICC Jeruzalem

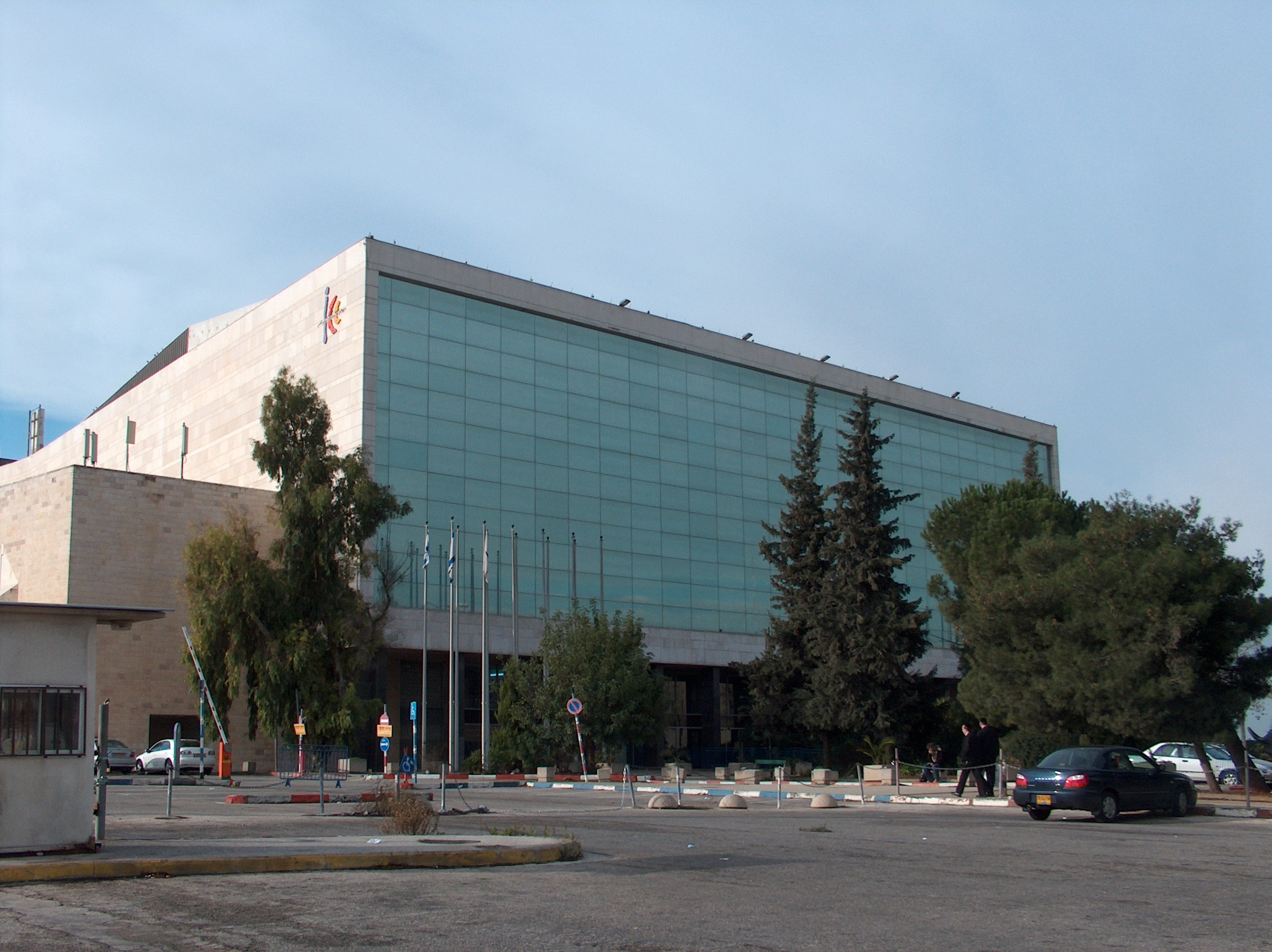
ICC Jeruzalem Binyanei Ha'uma

Het International Convention Center (ICC) Jeruzalem is een congrescentrum in de Israëlische hoofdstad Jeruzalem. Algemeen staat het ICC ook bekend als Binyanei Ha'uma (Hebreeuws: בנייני האומה, "Gebouwen van de Natie"). Het congrescentrum opende zijn deuren in 1956.

## Capaciteit
Het congrescentrum omvat 27 hallen van verschillende grootte die tezamen 12.000 vierkante meter expositieruimte bieden. Er is plaats voor in totaal 10.000 bezoekers. De grootste hal is het Menahem Ussishkin Auditorium met ruim 3.000 plaatsen.

## Ligging
Het ICC is gelegen aan de westelijke zijde van Jeruzalem in de wijk Givat Ram dicht bij de regeringsgebouwen. Men kan het ICC vanaf de belangrijke snelweg nr. 1 gemakkelijk bereiken. Het centrale busstation van Jeruzalem bevindt zich tegenover het centrum. Op enkele kilometers ten zuiden van het ICC bevinden zich de belangrijkste monumenten van Jeruzalem, zoals de Knesset, de Hebreeuwse Universiteit, het Hooggerechtshof en het Israëlisch Museum. Iets verderop vindt men de historische oude stad van Jeruzalem.

## Bekende gebeurtenissen
In het ICC vonden zowel het Eurovisiesongfestival 1979 als het Eurovisiesongfestival 1999 plaats. Ook was het de plaats van de berechting van verdachte van oorlogsmisdaden John Demjanjuk.